# Широко-Буеракский район
Широко-Буеракский район — бывший административный район Саратовского края и Саратовской области, существовавший в 1935—1951 годах. Центр — село Широкий Буерак.

## История
Сосново-Мазинский район был образован в январе 1935 года в составе Саратовского края (с 5 декабря 1936 — Саратовской области).
10 мая 1936 года Сосново-Мазинский район был переименован в Широко-Буеракский район.
По данным на 1 июля 1945 года в районе было 13 сельсоветов: Апалихинский, Богородский, Девиьче-Горский, Демкинский, Куликовский, Лягошинский, Меровский, Ново-Покровский, Поселковский, Самодуровский, Труево-Мазинский, Широко-Буеракский и Юлово-Мазинский.
14 марта 1951 года Широко-Буеракский район был упразднён, а его территория передана в новый Вольский район и Хвалынский район.

## Население
По данным переписи 1939 года, в Широко-Буеракском районе проживал 15 941 человек, в том числе русские — 95,7 %, мордва — 2,9 %.